# Celleporaria palmata
Espèce
Synonymes
- Cellepora palmata Michelin, 1847[1]

Celleporaria palmata est une espèce éteinte de Bryozoaires de la famille des Lepraliellidae.

## Systématique
L'espèce Celleporaria palmata a été décrite pour la première fois en 1847 par le paléontologue Hardouin Michelin (1786-1867) sous le protonyme de Cellepora palmata.

## Description et caractéristiques
Celleporaria palmata est souvent en symbiose avec l'espèce de coraux Culicia parasita.